# Vattenpolo vid världsmästerskapen i simsport 2024 – Herrarnas turnering
Herrarnas turnering i vattenpolo vid världsmästerskapen i simsport 2024 hölls mellan den 5 och 17 februari 2024 i Doha i Qatar.
Kroatiens vann sin tredje titel efter att ha besegrat Italien i finalen.

## Kval
Av de kvalificerade lagen var det 14 lag som återvände från 2023. Rumänien kvalificerade sig för första gången på 11 år medan Brasilien kvalificerade sig efter att dragit sig ur från turneringen 2023. Kanada och Argentina var de lagen som missade denna upplaga men som var med föregående år.

| Tävling                    | Datum                        | Värd             | Platser | Kvalificerade                           |
| -------------------------- | ---------------------------- | ---------------- | ------- | --------------------------------------- |
| World Cup 2023             | 8 mars – 2 juli 2023         | Los Angeles      | 2       | Spanien · Italien                       |
| Världsmästerskapen 2023    | 17–29 juli 2023              | Fukuoka          | 4       | Ungern · Grekland · Serbien · Frankrike |
| Asiatiska spelen 2022      | 2–7 oktober 2023             | Hangzhou         | 3       | Japan · Kina · Kazakstan                |
| Panamerikanska spelen 2023 | 30 oktober – 4 november 2023 | Santiago         | 2       | USA · Brasilien                         |
| Europamästerskapet 2024    | 4–16 januari 2024            | Dubrovnik/Zagreb | 3       | Kroatien · Montenegro · Rumänien        |
| Afrikas val                | —                            | —                | 1       | Sydafrika                               |
| Oceaniens val              | —                            | —                | 1       | Australien                              |
| Totalt                     |                              |                  | 16      |                                         |

## Program
Alla tider är lokala (UTC+3).
| Datum            | Tid   | Omgång                          |
| ---------------- | ----- | ------------------------------- |
| 5 februari 2024  | 09:00 | Gruppspel                       |
| 7 februari 2024  | 09:00 | Gruppspel                       |
| 9 februari 2024  | 09:00 | Gruppspel                       |
| 11 februari 2024 | 09:00 | Slutspel/Placeringsmatcher      |
| 13 februari 2024 | 09:00 | Kvartsfinaler/Placeringsmatcher |
| 15 februari 2024 | 09:00 | Semifinaler/Placeringsmatcher   |
| 17 februari 2024 | 10:00 | Finaler                         |

## Spelartrupper
Varje lag hade tagit ut en spelatrupp på maximalt 15 spelare.

## Gruppspel
Alla tider är lokala (UTC+3).

### Grupp A
| Pos | Lag        | S | V | StrV | StrF | F | GM | IM | MS  | P | Kvalificering            |
| --- | ---------- | - | - | ---- | ---- | - | -- | -- | --- | - | ------------------------ |
| 1   | Spanien    | 3 | 3 | 0    | 0    | 0 | 46 | 20 | +26 | 9 | Kvartsfinal              |
| 2   | Kroatien   | 3 | 2 | 0    | 0    | 1 | 48 | 24 | +24 | 6 | Slutspel                 |
| 3   | Australien | 3 | 1 | 0    | 0    | 2 | 46 | 35 | +11 | 3 | Slutspel                 |
| 4   | Sydafrika  | 3 | 0 | 0    | 0    | 3 | 18 | 79 | −61 | 0 | Semifinal om plats 13–16 |

|       | 5 februari 2024 | Sydafrika | 5 – 21                       | Spanien          | Aspire Dome                                                             |                                                                         |
| 09:00 | 09:00           | Van Zyl 3 | (1–6, 0–7, 0–4, 4–4) Rapport | Biel, Granados 4 | Doha Domare: Viktor Salnichenko (Kazakstan) Cheng Beng Guan (Singapore) | Doha Domare: Viktor Salnichenko (Kazakstan) Cheng Beng Guan (Singapore) |
| 09:00 | 09:00           |           |                              |                  | Doha Domare: Viktor Salnichenko (Kazakstan) Cheng Beng Guan (Singapore) | Doha Domare: Viktor Salnichenko (Kazakstan) Cheng Beng Guan (Singapore) |
| 09:00 | 09:00           |           |                              |                  | Doha Domare: Viktor Salnichenko (Kazakstan) Cheng Beng Guan (Singapore) | Doha Domare: Viktor Salnichenko (Kazakstan) Cheng Beng Guan (Singapore) |

|       | 5 februari 2024 | Kroatien      | 13 – 8                       | Australien             | Aspire Dome                                                    |                                                                |
| 13:30 | 13:30           | sex spelare 2 | (5–1, 4–2, 2–2, 2–3) Rapport | Berehulak, Pavillard 2 | Doha Domare: Michiel Zwart (Nederländerna) György Kun (Ungern) | Doha Domare: Michiel Zwart (Nederländerna) György Kun (Ungern) |
| 13:30 | 13:30           |               |                              |                        | Doha Domare: Michiel Zwart (Nederländerna) György Kun (Ungern) | Doha Domare: Michiel Zwart (Nederländerna) György Kun (Ungern) |
| 13:30 | 13:30           |               |                              |                        | Doha Domare: Michiel Zwart (Nederländerna) György Kun (Ungern) | Doha Domare: Michiel Zwart (Nederländerna) György Kun (Ungern) |

|       | 7 februari 2024 | Australien | 29 – 7                       | Sydafrika | Aspire Dome                                                         |                                                                     |
| 13:30 | 13:30           | Edwards 6  | (6–2, 8–1, 7–1, 8–3) Rapport | Stone 2   | Doha Domare: David Couper (Nya Zeeland) Cheng Beng Guan (Singapore) | Doha Domare: David Couper (Nya Zeeland) Cheng Beng Guan (Singapore) |
| 13:30 | 13:30           |            |                              |           | Doha Domare: David Couper (Nya Zeeland) Cheng Beng Guan (Singapore) | Doha Domare: David Couper (Nya Zeeland) Cheng Beng Guan (Singapore) |
| 13:30 | 13:30           |            |                              |           | Doha Domare: David Couper (Nya Zeeland) Cheng Beng Guan (Singapore) | Doha Domare: David Couper (Nya Zeeland) Cheng Beng Guan (Singapore) |

|       | 7 februari 2024 | Spanien    | 10 – 6                       | Kroatien  | Aspire Dome                                                      |                                                                  |
| 19:00 | 19:00           | Granados 3 | (2–1, 3–2, 1–0, 4–3) Rapport | Fatović 3 | Doha Domare: Boris Margeta (Slovenien) Darren Spiritosanto (USA) | Doha Domare: Boris Margeta (Slovenien) Darren Spiritosanto (USA) |
| 19:00 | 19:00           |            |                              |           | Doha Domare: Boris Margeta (Slovenien) Darren Spiritosanto (USA) | Doha Domare: Boris Margeta (Slovenien) Darren Spiritosanto (USA) |
| 19:00 | 19:00           |            |                              |           | Doha Domare: Boris Margeta (Slovenien) Darren Spiritosanto (USA) | Doha Domare: Boris Margeta (Slovenien) Darren Spiritosanto (USA) |

|       | 9 februari 2024 | Australien | 9 – 15                       | Spanien       | Aspire Dome                                                |                                                            |
| 13:30 | 13:30           | Mercep 3   | (2–4, 3–2, 2–4, 2–5) Rapport | tre spelare 3 | Doha Domare: György Kun (Ungern) Darren Spiritosanto (USA) | Doha Domare: György Kun (Ungern) Darren Spiritosanto (USA) |
| 13:30 | 13:30           |            |                              |               | Doha Domare: György Kun (Ungern) Darren Spiritosanto (USA) | Doha Domare: György Kun (Ungern) Darren Spiritosanto (USA) |
| 13:30 | 13:30           |            |                              |               | Doha Domare: György Kun (Ungern) Darren Spiritosanto (USA) | Doha Domare: György Kun (Ungern) Darren Spiritosanto (USA) |

|       | 9 februari 2024 | Sydafrika | 6 – 29                       | Kroatien         | Aspire Dome                                                         |                                                                     |
| 16:00 | 16:00           | Tucker 2  | (2–7, 1–7, 3–7, 0–8) Rapport | Marinić Kragić 5 | Doha Domare: Ashleigh Kaeshler (Australien) Yuri Maciel (Brasilien) | Doha Domare: Ashleigh Kaeshler (Australien) Yuri Maciel (Brasilien) |
| 16:00 | 16:00           |           |                              |                  | Doha Domare: Ashleigh Kaeshler (Australien) Yuri Maciel (Brasilien) | Doha Domare: Ashleigh Kaeshler (Australien) Yuri Maciel (Brasilien) |
| 16:00 | 16:00           |           |                              |                  | Doha Domare: Ashleigh Kaeshler (Australien) Yuri Maciel (Brasilien) | Doha Domare: Ashleigh Kaeshler (Australien) Yuri Maciel (Brasilien) |

### Grupp B
| Pos | Lag       | S | V | StrV | StrF | F | GM | IM | MS  | P | Kvalificering            |
| --- | --------- | - | - | ---- | ---- | - | -- | -- | --- | - | ------------------------ |
| 1   | Grekland  | 3 | 3 | 0    | 0    | 0 | 60 | 22 | +38 | 9 | Kvartsfinal              |
| 2   | Frankrike | 3 | 2 | 0    | 0    | 1 | 44 | 33 | +11 | 6 | Slutspel                 |
| 3   | Kina      | 3 | 1 | 0    | 0    | 2 | 25 | 48 | −23 | 3 | Slutspel                 |
| 4   | Brasilien | 3 | 0 | 0    | 0    | 3 | 23 | 49 | −26 | 0 | Semifinal om plats 13–16 |

|       | 5 februari 2024 | Kina  | 6 – 24                       | Grekland      | Aspire Dome                                                            |                                                                        |
| 10:30 | 10:30           | Xie 2 | (1–4, 0–6, 3–7, 2–7) Rapport | Genidounias 5 | Doha Domare: Alessandro Severo (Italien) Stanko Ivanovski (Montenegro) | Doha Domare: Alessandro Severo (Italien) Stanko Ivanovski (Montenegro) |
| 10:30 | 10:30           |       |                              |               | Doha Domare: Alessandro Severo (Italien) Stanko Ivanovski (Montenegro) | Doha Domare: Alessandro Severo (Italien) Stanko Ivanovski (Montenegro) |
| 10:30 | 10:30           |       |                              |               | Doha Domare: Alessandro Severo (Italien) Stanko Ivanovski (Montenegro) | Doha Domare: Alessandro Severo (Italien) Stanko Ivanovski (Montenegro) |

|       | 5 februari 2024 | Brasilien | 11 – 16                      | Frankrike | Aspire Dome                                                         |                                                                     |
| 12:00 | 12:00           | R. Real 5 | (1–3, 4–5, 3–4, 3–4) Rapport | Vernoux 6 | Doha Domare: Darren Spiritosanto (USA) Andreia Stanojević (Serbien) | Doha Domare: Darren Spiritosanto (USA) Andreia Stanojević (Serbien) |
| 12:00 | 12:00           |           |                              |           | Doha Domare: Darren Spiritosanto (USA) Andreia Stanojević (Serbien) | Doha Domare: Darren Spiritosanto (USA) Andreia Stanojević (Serbien) |
| 12:00 | 12:00           |           |                              |           | Doha Domare: Darren Spiritosanto (USA) Andreia Stanojević (Serbien) | Doha Domare: Darren Spiritosanto (USA) Andreia Stanojević (Serbien) |

|       | 7 februari 2024 | Frankrike | 16 – 9                       | Kina      | Aspire Dome                                                             |                                                                         |
| 09:00 | 09:00           | Vernoux 6 | (3–3, 4–2, 2–1, 7–3) Rapport | Chen Z. 3 | Doha Domare: Stanko Ivanovski (Montenegro) Andreia Stanojević (Serbien) | Doha Domare: Stanko Ivanovski (Montenegro) Andreia Stanojević (Serbien) |
| 09:00 | 09:00           |           |                              |           | Doha Domare: Stanko Ivanovski (Montenegro) Andreia Stanojević (Serbien) | Doha Domare: Stanko Ivanovski (Montenegro) Andreia Stanojević (Serbien) |
| 09:00 | 09:00           |           |                              |           | Doha Domare: Stanko Ivanovski (Montenegro) Andreia Stanojević (Serbien) | Doha Domare: Stanko Ivanovski (Montenegro) Andreia Stanojević (Serbien) |

|       | 7 februari 2024 | Grekland     | 23 – 4                       | Brasilien | Aspire Dome                                                  |                                                              |
| 10:30 | 10:30           | Fountoulis 4 | (6–3, 4–0, 6–0, 7–1) Rapport | Pires 2   | Doha Domare: György Kun (Ungern) Alessandro Severo (Italien) | Doha Domare: György Kun (Ungern) Alessandro Severo (Italien) |
| 10:30 | 10:30           |              |                              |           | Doha Domare: György Kun (Ungern) Alessandro Severo (Italien) | Doha Domare: György Kun (Ungern) Alessandro Severo (Italien) |
| 10:30 | 10:30           |              |                              |           | Doha Domare: György Kun (Ungern) Alessandro Severo (Italien) | Doha Domare: György Kun (Ungern) Alessandro Severo (Italien) |

|       | 9 februari 2024 | Grekland       | 13 – 12                      | Frankrike        | Aspire Dome                                                  |                                                              |
| 19:00 | 19:00           | fyra spelare 2 | (3–3, 4–3, 3–2, 3–4) Rapport | Marion-Vernoux 4 | Doha Domare: Andrej Franulović (Kroatien) Zhang Liang (Kina) | Doha Domare: Andrej Franulović (Kroatien) Zhang Liang (Kina) |
| 19:00 | 19:00           |                |                              |                  | Doha Domare: Andrej Franulović (Kroatien) Zhang Liang (Kina) | Doha Domare: Andrej Franulović (Kroatien) Zhang Liang (Kina) |
| 19:00 | 19:00           |                |                              |                  | Doha Domare: Andrej Franulović (Kroatien) Zhang Liang (Kina) | Doha Domare: Andrej Franulović (Kroatien) Zhang Liang (Kina) |

|       | 9 februari 2024 | Brasilien | 8 – 10                       | Kina      | Aspire Dome                                                         |                                                                     |
| 20:30 | 20:30           | Freitas 3 | (3–2, 2–1, 1–3, 2–4) Rapport | Chen Z. 3 | Doha Domare: Alessandro Severo (Italien) David Couper (Nya Zeeland) | Doha Domare: Alessandro Severo (Italien) David Couper (Nya Zeeland) |
| 20:30 | 20:30           |           |                              |           | Doha Domare: Alessandro Severo (Italien) David Couper (Nya Zeeland) | Doha Domare: Alessandro Severo (Italien) David Couper (Nya Zeeland) |
| 20:30 | 20:30           |           |                              |           | Doha Domare: Alessandro Severo (Italien) David Couper (Nya Zeeland) | Doha Domare: Alessandro Severo (Italien) David Couper (Nya Zeeland) |

### Grupp C
| Pos | Lag        | S | V | StrV | StrF | F | GM | IM | MS  | P | Kvalificering            |
| --- | ---------- | - | - | ---- | ---- | - | -- | -- | --- | - | ------------------------ |
| 1   | Serbien    | 3 | 3 | 0    | 0    | 0 | 45 | 28 | +17 | 9 | Kvartsfinal              |
| 2   | Montenegro | 3 | 1 | 1    | 0    | 1 | 30 | 36 | −6  | 5 | Slutspel                 |
| 3   | USA        | 3 | 1 | 0    | 1    | 1 | 41 | 30 | +11 | 4 | Slutspel                 |
| 4   | Japan      | 3 | 0 | 0    | 0    | 3 | 26 | 48 | −22 | 0 | Semifinal om plats 13–16 |

|       | 5 februari 2024 | Japan         | 10 – 17                      | Serbien  | Aspire Dome                                                             |                                                                         |
| 16:00 | 16:00           | tre spelare 2 | (3–4, 4–4, 1–5, 2–4) Rapport | Jakšić 4 | Doha Domare: Georgios Stavridis (Grekland) Andrej Franulović (Kroatien) | Doha Domare: Georgios Stavridis (Grekland) Andrej Franulović (Kroatien) |
| 16:00 | 16:00           |               |                              |          | Doha Domare: Georgios Stavridis (Grekland) Andrej Franulović (Kroatien) | Doha Domare: Georgios Stavridis (Grekland) Andrej Franulović (Kroatien) |
| 16:00 | 16:00           |               |                              |          | Doha Domare: Georgios Stavridis (Grekland) Andrej Franulović (Kroatien) | Doha Domare: Georgios Stavridis (Grekland) Andrej Franulović (Kroatien) |

|       | 5 februari 2024 | Montenegro                 | 16 – 15                      | USA     | Aspire Dome                                                  |                                                              |
| 17:30 | 17:30           | tre spelare 2              | (3–1, 2–3, 4–3, 2–4) Rapport | Bowen 5 | Doha Domare: Boris Margeta (Slovenien) Frank Ohme (Tyskland) | Doha Domare: Boris Margeta (Slovenien) Frank Ohme (Tyskland) |
| 17:30 | 17:30           |                            |                              |         | Doha Domare: Boris Margeta (Slovenien) Frank Ohme (Tyskland) | Doha Domare: Boris Margeta (Slovenien) Frank Ohme (Tyskland) |
| 17:30 | 17:30           | Straffsparksläggning 5 – 4 |                              |         | Doha Domare: Boris Margeta (Slovenien) Frank Ohme (Tyskland) | Doha Domare: Boris Margeta (Slovenien) Frank Ohme (Tyskland) |

|       | 7 februari 2024 | USA      | 18 – 5                       | Japan     | Aspire Dome                                                     |                                                                 |
| 12:00 | 12:00           | Hooper 6 | (4–1, 4–0, 4–2, 6–2) Rapport | Ogihara 2 | Doha Domare: Xavi Buch (Spanien) Sébastien Dervieux (Frankrike) | Doha Domare: Xavi Buch (Spanien) Sébastien Dervieux (Frankrike) |
| 12:00 | 12:00           |          |                              |           | Doha Domare: Xavi Buch (Spanien) Sébastien Dervieux (Frankrike) | Doha Domare: Xavi Buch (Spanien) Sébastien Dervieux (Frankrike) |
| 12:00 | 12:00           |          |                              |           | Doha Domare: Xavi Buch (Spanien) Sébastien Dervieux (Frankrike) | Doha Domare: Xavi Buch (Spanien) Sébastien Dervieux (Frankrike) |

|       | 7 februari 2024 | Serbien  | 14 – 6                       | Montenegro    | Aspire Dome                                                             |                                                                         |
| 17:30 | 17:30           | Mandić 4 | (4–1, 2–2, 5–3, 3–0) Rapport | sex spelare 1 | Doha Domare: Michiel Zwart (Nederländerna) Andrej Franulović (Kroatien) | Doha Domare: Michiel Zwart (Nederländerna) Andrej Franulović (Kroatien) |
| 17:30 | 17:30           |          |                              |               | Doha Domare: Michiel Zwart (Nederländerna) Andrej Franulović (Kroatien) | Doha Domare: Michiel Zwart (Nederländerna) Andrej Franulović (Kroatien) |
| 17:30 | 17:30           |          |                              |               | Doha Domare: Michiel Zwart (Nederländerna) Andrej Franulović (Kroatien) | Doha Domare: Michiel Zwart (Nederländerna) Andrej Franulović (Kroatien) |

|       | 9 februari 2024 | Montenegro | 13 – 11                      | Japan      | Aspire Dome                                                      |                                                                  |
| 09:00 | 09:00           | Matković 4 | (3–2, 2–3, 4–0, 4–6) Rapport | Watanabe 5 | Doha Domare: Michiel Zwart (Nederländerna) Frank Ohme (Tyskland) | Doha Domare: Michiel Zwart (Nederländerna) Frank Ohme (Tyskland) |
| 09:00 | 09:00           |            |                              |            | Doha Domare: Michiel Zwart (Nederländerna) Frank Ohme (Tyskland) | Doha Domare: Michiel Zwart (Nederländerna) Frank Ohme (Tyskland) |
| 09:00 | 09:00           |            |                              |            | Doha Domare: Michiel Zwart (Nederländerna) Frank Ohme (Tyskland) | Doha Domare: Michiel Zwart (Nederländerna) Frank Ohme (Tyskland) |

|       | 9 februari 2024 | Serbien       | 14 – 12                      | USA     | Aspire Dome                                                          |                                                                      |
| 17:30 | 17:30           | tre spelare 3 | (2–3, 3–4, 6–1, 3–4) Rapport | Daube 4 | Doha Domare: Boris Margeta (Slovenien) Georgios Stavridis (Grekland) | Doha Domare: Boris Margeta (Slovenien) Georgios Stavridis (Grekland) |
| 17:30 | 17:30           |               |                              |         | Doha Domare: Boris Margeta (Slovenien) Georgios Stavridis (Grekland) | Doha Domare: Boris Margeta (Slovenien) Georgios Stavridis (Grekland) |
| 17:30 | 17:30           |               |                              |         | Doha Domare: Boris Margeta (Slovenien) Georgios Stavridis (Grekland) | Doha Domare: Boris Margeta (Slovenien) Georgios Stavridis (Grekland) |

### Grupp D
| Pos | Lag       | S | V | StrV | StrF | F | GM | IM | MS  | P | Kvalificering            |
| --- | --------- | - | - | ---- | ---- | - | -- | -- | --- | - | ------------------------ |
| 1   | Ungern    | 3 | 2 | 1    | 0    | 0 | 52 | 18 | +34 | 8 | Kvartsfinal              |
| 2   | Italien   | 3 | 2 | 0    | 1    | 0 | 58 | 22 | +36 | 7 | Slutspel                 |
| 3   | Rumänien  | 3 | 1 | 0    | 0    | 2 | 43 | 34 | +9  | 3 | Slutspel                 |
| 4   | Kazakstan | 3 | 0 | 0    | 0    | 3 | 7  | 86 | −79 | 0 | Semifinal om plats 13–16 |

|       | 5 februari 2024 | Italien              | 33 – 3                        | Kazakstan     | Aspire Dome                                             |                                                         |
| 19:00 | 19:00           | Cannella, Fondelli 7 | (6–1, 10–1, 8–1, 9–0) Rapport | tre spelare 1 | Doha Domare: Zhang Liang (Kina) Matan Schwartz (Israel) | Doha Domare: Zhang Liang (Kina) Matan Schwartz (Israel) |
| 19:00 | 19:00           |                      |                               |               | Doha Domare: Zhang Liang (Kina) Matan Schwartz (Israel) | Doha Domare: Zhang Liang (Kina) Matan Schwartz (Israel) |
| 19:00 | 19:00           |                      |                               |               | Doha Domare: Zhang Liang (Kina) Matan Schwartz (Israel) | Doha Domare: Zhang Liang (Kina) Matan Schwartz (Israel) |

|       | 5 februari 2024 | Rumänien           | 8 – 15                       | Ungern           | Aspire Dome                                                     |                                                                 |
| 20:30 | 20:30           | Fulea, Georgescu 2 | (2–5, 2–5, 3–2, 1–3) Rapport | Vámos, Zalánki 3 | Doha Domare: Xavi Buch (Spanien) Sébastien Dervieux (Frankrike) | Doha Domare: Xavi Buch (Spanien) Sébastien Dervieux (Frankrike) |
| 20:30 | 20:30           |                    |                              |                  | Doha Domare: Xavi Buch (Spanien) Sébastien Dervieux (Frankrike) | Doha Domare: Xavi Buch (Spanien) Sébastien Dervieux (Frankrike) |
| 20:30 | 20:30           |                    |                              |                  | Doha Domare: Xavi Buch (Spanien) Sébastien Dervieux (Frankrike) | Doha Domare: Xavi Buch (Spanien) Sébastien Dervieux (Frankrike) |

|       | 7 februari 2024 | Kazakstan     | 3 – 25                       | Rumänien           | Aspire Dome                                             |                                                         |
| 16:00 | 16:00           | tre spelare 1 | (1–7, 1–6, 0–5, 1–7) Rapport | Fulea, Prioteasa 5 | Doha Domare: Zhang Liang (Kina) Matan Schwartz (Israel) | Doha Domare: Zhang Liang (Kina) Matan Schwartz (Israel) |
| 16:00 | 16:00           |               |                              |                    | Doha Domare: Zhang Liang (Kina) Matan Schwartz (Israel) | Doha Domare: Zhang Liang (Kina) Matan Schwartz (Israel) |
| 16:00 | 16:00           |               |                              |                    | Doha Domare: Zhang Liang (Kina) Matan Schwartz (Israel) | Doha Domare: Zhang Liang (Kina) Matan Schwartz (Israel) |

|       | 7 februari 2024 | Ungern                     | 15 – 14                      | Italien     | Aspire Dome                                                      |                                                                  |
| 20:30 | 20:30           | tre spelare 2              | (2–2, 2–2, 3–3, 2–2) Rapport | Di Fulvio 3 | Doha Domare: Georgios Stavridis (Grekland) Frank Ohme (Tyskland) | Doha Domare: Georgios Stavridis (Grekland) Frank Ohme (Tyskland) |
| 20:30 | 20:30           |                            |                              |             | Doha Domare: Georgios Stavridis (Grekland) Frank Ohme (Tyskland) | Doha Domare: Georgios Stavridis (Grekland) Frank Ohme (Tyskland) |
| 20:30 | 20:30           | Straffsparksläggning 6 – 5 |                              |             | Doha Domare: Georgios Stavridis (Grekland) Frank Ohme (Tyskland) | Doha Domare: Georgios Stavridis (Grekland) Frank Ohme (Tyskland) |

|       | 9 februari 2024 | Kazakstan | 1 – 28                       | Ungern    | Aspire Dome                                                        |                                                                    |
| 10:30 | 10:30           | Yeremin 1 | (0–8, 0–5, 0–8, 1–7) Rapport | Vigvári 5 | Doha Domare: Hélène Painchaud (Kanada) Cheng Beng Guan (Singapore) | Doha Domare: Hélène Painchaud (Kanada) Cheng Beng Guan (Singapore) |
| 10:30 | 10:30           |           |                              |           | Doha Domare: Hélène Painchaud (Kanada) Cheng Beng Guan (Singapore) | Doha Domare: Hélène Painchaud (Kanada) Cheng Beng Guan (Singapore) |
| 10:30 | 10:30           |           |                              |           | Doha Domare: Hélène Painchaud (Kanada) Cheng Beng Guan (Singapore) | Doha Domare: Hélène Painchaud (Kanada) Cheng Beng Guan (Singapore) |

|       | 9 februari 2024 | Rumänien    | 10 – 16                      | Italien     | Aspire Dome                                                            |                                                                        |
| 12:00 | 12:00           | Georgescu 3 | (3–4, 4–4, 2–5, 1–3) Rapport | Di Fulvio 5 | Doha Domare: Sébastien Dervieux (Frankrike) Lucas Letshabo (Sydafrika) | Doha Domare: Sébastien Dervieux (Frankrike) Lucas Letshabo (Sydafrika) |
| 12:00 | 12:00           |             |                              |             | Doha Domare: Sébastien Dervieux (Frankrike) Lucas Letshabo (Sydafrika) | Doha Domare: Sébastien Dervieux (Frankrike) Lucas Letshabo (Sydafrika) |
| 12:00 | 12:00           |             |                              |             | Doha Domare: Sébastien Dervieux (Frankrike) Lucas Letshabo (Sydafrika) | Doha Domare: Sébastien Dervieux (Frankrike) Lucas Letshabo (Sydafrika) |

## Slutspel
|  | Slutspel    | Slutspel        |             |        | Kvartsfinaler | Kvartsfinaler |    |  | Semifinaler | Semifinaler |  |  | Final | Final |
|  |             |                 |             |        |               |               |    |  |             |             |  |  |       |       |
|  |             |                 |             |        |               |               |    |  |             |             |  |  |       |       |
|  |             |                 |             |        |               |               |    |  |             |             |  |  |       |       |
|  |             |                 |             |        |               |               |    |  |             |             |  |  |       |       |
|  | 13 februari |                 |             |        |               |               |    |  |             |             |  |  |       |       |
|  |             |                 |             |        |               |               |    |  |             |             |  |  |       |       |
|  | Spanien     | 15              |             |        |               |               |    |  |             |             |  |  |       |       |
|  | Spanien     | 15              | 11 februari |        |               |               |    |  |             |             |  |  |       |       |
|  |             |                 | Montenegro  | 12     |               |               |    |  |             |             |  |  |       |       |
|  | Montenegro  | 12              | Montenegro  | 12     |               |               |    |  |             |             |  |  |       |       |
|  | Montenegro  | 12              | 15 februari |        |               |               |    |  |             |             |  |  |       |       |
|  | Rumänien    | 9               |             |        |               |               |    |  |             |             |  |  |       |       |
|  | Rumänien    | 9               | Spanien     | 6      |               |               |    |  |             |             |  |  |       |       |
|  |             |                 | Spanien     | 6      |               |               |    |  |             |             |  |  |       |       |
|  |             | Italien         | 8           |        |               |               |    |  |             |             |  |  |       |       |
|  |             | Italien         | 8           |        |               |               |    |  |             |             |  |  |       |       |
|  | 13 februari |                 |             |        |               |               |    |  |             |             |  |  |       |       |
|  |             |                 |             |        |               |               |    |  |             |             |  |  |       |       |
|  | Grekland    | 10              |             |        |               |               |    |  |             |             |  |  |       |       |
|  | Grekland    | 10              | 11 februari |        |               |               |    |  |             |             |  |  |       |       |
|  |             |                 | Italien     | 11     |               |               |    |  |             |             |  |  |       |       |
|  | USA         | 12              | Italien     | 11     |               |               |    |  |             |             |  |  |       |       |
|  | USA         | 12              | 17 februari |        |               |               |    |  |             |             |  |  |       |       |
|  | Italien     | 13              |             |        |               |               |    |  |             |             |  |  |       |       |
|  | Italien     | 13              | Italien     | 11 (2) |               |               |    |  |             |             |  |  |       |       |
|  |             |                 | Italien     | 11 (2) |               |               |    |  |             |             |  |  |       |       |
|  |             | Kroatien (Str.) | 11 (4)      |        |               |               |    |  |             |             |  |  |       |       |
|  |             | Kroatien (Str.) | 11 (4)      |        |               |               |    |  |             |             |  |  |       |       |
|  | 13 februari |                 |             |        |               |               |    |  |             |             |  |  |       |       |
|  |             |                 |             |        |               |               |    |  |             |             |  |  |       |       |
|  | Serbien     | 13              |             |        |               |               |    |  |             |             |  |  |       |       |
|  | Serbien     | 13              | 11 februari |        |               |               |    |  |             |             |  |  |       |       |
|  |             |                 | Kroatien    | 15     |               |               |    |  |             |             |  |  |       |       |
|  | Kroatien    | 22              | Kroatien    | 15     |               |               |    |  |             |             |  |  |       |       |
|  | Kroatien    | 22              | 15 februari |        |               |               |    |  |             |             |  |  |       |       |
|  | Kina        | 4               |             |        |               |               |    |  |             |             |  |  |       |       |
|  | Kina        | 4               | Kroatien    | 11 (6) |               |               |    |  |             |             |  |  |       |       |
|  |             |                 | Kroatien    | 11 (6) |               |               |    |  |             |             |  |  |       |       |
|  |             | Frankrike       | 11 (5)      |        | Bronsmatch    | Bronsmatch    |    |  |             |             |  |  |       |       |
|  |             | Frankrike       | 11 (5)      |        | Bronsmatch    | Bronsmatch    |    |  |             |             |  |  |       |       |
|  | 13 februari | 13 februari     |             |        | 17 februari   | 17 februari   |    |  |             |             |  |  |       |       |
|  | 13 februari | 13 februari     |             |        | 17 februari   | 17 februari   |    |  |             |             |  |  |       |       |
|  | Ungern      | 10              | Spanien     | 14     |               |               |    |  |             |             |  |  |       |       |
|  | Ungern      | 10              | Spanien     | 14     | 11 februari   |               |    |  |             |             |  |  |       |       |
|  |             |                 | Frankrike   | 11     |               | Frankrike     | 10 |  |             |             |  |  |       |       |
|  | Australien  | 8               | Frankrike   | 11     |               | Frankrike     | 10 |  |             |             |  |  |       |       |
|  | Australien  | 8               |             |        |               |               |    |  |             |             |  |  |       |       |
|  | Frankrike   | 11              |             |        |               |               |    |  |             |             |  |  |       |       |
|  | Frankrike   | 11              |             |        |               |               |    |  |             |             |  |  |       |       |

### Slutspel
|       | 11 februari 2024 | Kroatien  | 22 – 4                       | Kina           | Aspire Dome                                                               |                                                                           |
| 12:00 | 12:00            | Charkov 4 | (5–2, 5–1, 6–1, 6–0) Rapport | fyra spelare 1 | Doha Domare: Sébastien Dervieux (Frankrike) Stanko Ivanovski (Montenegro) | Doha Domare: Sébastien Dervieux (Frankrike) Stanko Ivanovski (Montenegro) |
| 12:00 | 12:00            |           |                              |                | Doha Domare: Sébastien Dervieux (Frankrike) Stanko Ivanovski (Montenegro) | Doha Domare: Sébastien Dervieux (Frankrike) Stanko Ivanovski (Montenegro) |
| 12:00 | 12:00            |           |                              |                | Doha Domare: Sébastien Dervieux (Frankrike) Stanko Ivanovski (Montenegro) | Doha Domare: Sébastien Dervieux (Frankrike) Stanko Ivanovski (Montenegro) |

|       | 11 februari 2024 | Australien   | 8 – 11                       | Frankrike | Aspire Dome                                                     |                                                                 |
| 16:00 | 16:00            | Maksimović 2 | (3–2, 3–4, 1–2, 1–3) Rapport | Bouet 4   | Doha Domare: Frank Ohme (Tyskland) Andreia Stanojević (Serbien) | Doha Domare: Frank Ohme (Tyskland) Andreia Stanojević (Serbien) |
| 16:00 | 16:00            |              |                              |           | Doha Domare: Frank Ohme (Tyskland) Andreia Stanojević (Serbien) | Doha Domare: Frank Ohme (Tyskland) Andreia Stanojević (Serbien) |
| 16:00 | 16:00            |              |                              |           | Doha Domare: Frank Ohme (Tyskland) Andreia Stanojević (Serbien) | Doha Domare: Frank Ohme (Tyskland) Andreia Stanojević (Serbien) |

|       | 11 februari 2024 | Montenegro         | 12 – 9                       | Rumänien | Aspire Dome                                                  |                                                              |
| 17:30 | 17:30            | Averka, Perković 3 | (3–5, 4–1, 2–2, 3–1) Rapport | Fulea 3  | Doha Domare: György Kun (Ungern) Alessandro Severo (Italien) | Doha Domare: György Kun (Ungern) Alessandro Severo (Italien) |
| 17:30 | 17:30            |                    |                              |          | Doha Domare: György Kun (Ungern) Alessandro Severo (Italien) | Doha Domare: György Kun (Ungern) Alessandro Severo (Italien) |
| 17:30 | 17:30            |                    |                              |          | Doha Domare: György Kun (Ungern) Alessandro Severo (Italien) | Doha Domare: György Kun (Ungern) Alessandro Severo (Italien) |

|       | 11 februari 2024 | USA     | 12 – 13                      | Italien               | Aspire Dome                                                    |                                                                |
| 19:00 | 19:00            | Daube 4 | (3–3, 1–3, 4–4, 4–3) Rapport | Di Fulvio, Fondelli 3 | Doha Domare: Xavi Buch (Spanien) Michiel Zwart (Nederländerna) | Doha Domare: Xavi Buch (Spanien) Michiel Zwart (Nederländerna) |
| 19:00 | 19:00            |         |                              |                       | Doha Domare: Xavi Buch (Spanien) Michiel Zwart (Nederländerna) | Doha Domare: Xavi Buch (Spanien) Michiel Zwart (Nederländerna) |
| 19:00 | 19:00            |         |                              |                       | Doha Domare: Xavi Buch (Spanien) Michiel Zwart (Nederländerna) | Doha Domare: Xavi Buch (Spanien) Michiel Zwart (Nederländerna) |

### Kvartsfinaler
|       | 13 februari 2024 | Spanien   | 15 – 12                      | Montenegro | Aspire Dome                                                             |                                                                         |
| 16:00 | 16:00            | Perrone 5 | (5–2, 3–5, 5–0, 2–5) Rapport | Mršić 4    | Doha Domare: Michiel Zwart (Nederländerna) Andrej Franulović (Kroatien) | Doha Domare: Michiel Zwart (Nederländerna) Andrej Franulović (Kroatien) |
| 16:00 | 16:00            |           |                              |            | Doha Domare: Michiel Zwart (Nederländerna) Andrej Franulović (Kroatien) | Doha Domare: Michiel Zwart (Nederländerna) Andrej Franulović (Kroatien) |
| 16:00 | 16:00            |           |                              |            | Doha Domare: Michiel Zwart (Nederländerna) Andrej Franulović (Kroatien) | Doha Domare: Michiel Zwart (Nederländerna) Andrej Franulović (Kroatien) |

|       | 13 februari 2024 | Grekland      | 10 – 11                      | Italien       | Aspire Dome                                                           |                                                                       |
| 17:30 | 17:30            | Genidounias 3 | (3–1, 2–5, 3–2, 2–3) Rapport | tre spelare 2 | Doha Domare: Boris Margeta (Slovenien) Sébastien Dervieux (Frankrike) | Doha Domare: Boris Margeta (Slovenien) Sébastien Dervieux (Frankrike) |
| 17:30 | 17:30            |               |                              |               | Doha Domare: Boris Margeta (Slovenien) Sébastien Dervieux (Frankrike) | Doha Domare: Boris Margeta (Slovenien) Sébastien Dervieux (Frankrike) |
| 17:30 | 17:30            |               |                              |               | Doha Domare: Boris Margeta (Slovenien) Sébastien Dervieux (Frankrike) | Doha Domare: Boris Margeta (Slovenien) Sébastien Dervieux (Frankrike) |

|       | 13 februari 2024 | Serbien      | 13 – 15                      | Kroatien  | Aspire Dome                                                      |                                                                  |
| 19:00 | 19:00            | S. Rašović 3 | (4–4, 5–5, 1–2, 3–4) Rapport | Fatović 4 | Doha Domare: Georgios Stavridis (Grekland) Frank Ohme (Tyskland) | Doha Domare: Georgios Stavridis (Grekland) Frank Ohme (Tyskland) |
| 19:00 | 19:00            |              |                              |           | Doha Domare: Georgios Stavridis (Grekland) Frank Ohme (Tyskland) | Doha Domare: Georgios Stavridis (Grekland) Frank Ohme (Tyskland) |
| 19:00 | 19:00            |              |                              |           | Doha Domare: Georgios Stavridis (Grekland) Frank Ohme (Tyskland) | Doha Domare: Georgios Stavridis (Grekland) Frank Ohme (Tyskland) |

|       | 13 februari 2024 | Ungern    | 10 – 11                      | Frankrike | Aspire Dome                                                |                                                            |
| 20:30 | 20:30            | Zalánki 3 | (4–2, 3–1, 1–3, 2–5) Rapport | Vernoux 5 | Doha Domare: Xavi Buch (Spanien) Darren Spiritosanto (USA) | Doha Domare: Xavi Buch (Spanien) Darren Spiritosanto (USA) |
| 20:30 | 20:30            |           |                              |           | Doha Domare: Xavi Buch (Spanien) Darren Spiritosanto (USA) | Doha Domare: Xavi Buch (Spanien) Darren Spiritosanto (USA) |
| 20:30 | 20:30            |           |                              |           | Doha Domare: Xavi Buch (Spanien) Darren Spiritosanto (USA) | Doha Domare: Xavi Buch (Spanien) Darren Spiritosanto (USA) |

### Semifinaler
|       | 15 februari 2024 | Spanien             | 6 – 8                        | Italien       | Aspire Dome                                                |                                                            |
| 16:00 | 16:00            | Larumbe, Munárriz 2 | (1–1, 1–3, 1–2, 3–2) Rapport | tre spelare 2 | Doha Domare: Boris Margeta (Slovenien) György Kun (Ungern) | Doha Domare: Boris Margeta (Slovenien) György Kun (Ungern) |
| 16:00 | 16:00            |                     |                              |               | Doha Domare: Boris Margeta (Slovenien) György Kun (Ungern) | Doha Domare: Boris Margeta (Slovenien) György Kun (Ungern) |
| 16:00 | 16:00            |                     |                              |               | Doha Domare: Boris Margeta (Slovenien) György Kun (Ungern) | Doha Domare: Boris Margeta (Slovenien) György Kun (Ungern) |

|       | 15 februari 2024 | Kroatien                   | 17 – 16                      | Frankrike | Aspire Dome                                                   |                                                               |
| 17:30 | 17:30            | Fatović 3                  | (3–2, 3–3, 3–1, 2–5) Rapport | Bouet 3   | Doha Domare: Michiel Zwart (Nederländerna) Zhang Liang (Kina) | Doha Domare: Michiel Zwart (Nederländerna) Zhang Liang (Kina) |
| 17:30 | 17:30            |                            |                              |           | Doha Domare: Michiel Zwart (Nederländerna) Zhang Liang (Kina) | Doha Domare: Michiel Zwart (Nederländerna) Zhang Liang (Kina) |
| 17:30 | 17:30            | Straffsparksläggning 6 – 5 |                              |           | Doha Domare: Michiel Zwart (Nederländerna) Zhang Liang (Kina) | Doha Domare: Michiel Zwart (Nederländerna) Zhang Liang (Kina) |

### Bronsmatch
|       | 17 februari 2024 | Spanien              | 14 – 10                      | Frankrike     | Aspire Dome                                                |                                                            |
| 11:30 | 11:30            | Granados, Sanahuja 4 | (4–1, 5–3, 2–2, 3–4) Rapport | tre spelare 2 | Doha Domare: György Kun (Ungern) Darren Spiritosanto (USA) | Doha Domare: György Kun (Ungern) Darren Spiritosanto (USA) |
| 11:30 | 11:30            |                      |                              |               | Doha Domare: György Kun (Ungern) Darren Spiritosanto (USA) | Doha Domare: György Kun (Ungern) Darren Spiritosanto (USA) |
| 11:30 | 11:30            |                      |                              |               | Doha Domare: György Kun (Ungern) Darren Spiritosanto (USA) | Doha Domare: György Kun (Ungern) Darren Spiritosanto (USA) |

### Final
|       | 17 februari 2024 | Italien                    | 13 – 15                      | Kroatien  | Aspire Dome                                                       |                                                                   |
| 17:30 | 17:30            | Fondelli 5                 | (3–2, 2–3, 2–3, 4–3) Rapport | Charkov 4 | Doha Domare: Frank Ohme (Tyskland) Sébastien Dervieux (Frankrike) | Doha Domare: Frank Ohme (Tyskland) Sébastien Dervieux (Frankrike) |
| 17:30 | 17:30            |                            |                              |           | Doha Domare: Frank Ohme (Tyskland) Sébastien Dervieux (Frankrike) | Doha Domare: Frank Ohme (Tyskland) Sébastien Dervieux (Frankrike) |
| 17:30 | 17:30            | Straffsparksläggning 2 – 4 |                              |           | Doha Domare: Frank Ohme (Tyskland) Sébastien Dervieux (Frankrike) | Doha Domare: Frank Ohme (Tyskland) Sébastien Dervieux (Frankrike) |

## Placeringsmatcher

### 13:e–16:e plats
|  | Semifinaler om plats 13–16 | Semifinaler om plats 13–16 |                     |    | Match om 13:e plats | Match om 13:e plats |
|  |                            |                            |                     |    |                     |                     |
|  | 11 februari                |                            |                     |    |                     |                     |
|  |                            |                            |                     |    |                     |                     |
|  | Sydafrika                  | 5                          |                     |    |                     |                     |
|  | Sydafrika                  | 5                          | 13 februari         |    |                     |                     |
|  | Brasilien                  | 18                         |                     |    |                     |                     |
|  | Brasilien                  | 18                         | Brasilien           | 11 |                     |                     |
|  | 11 februari                |                            | Brasilien           | 11 |                     |                     |
|  |                            | Japan                      | 22                  |    |                     |                     |
|  | Japan                      | Japan                      | 22                  | 17 |                     |                     |
|  | Japan                      |                            |                     | 17 |                     |                     |
|  | Kazakstan                  | 4                          |                     |    |                     |                     |
|  | Kazakstan                  | 4                          | Match om 15:e plats |    |                     |                     |
|  |                            |                            |                     |    |                     |                     |
|  | 13 februari                |                            |                     |    |                     |                     |
|  |                            |                            |                     |    |                     |                     |
|  | Sydafrika                  | 11                         |                     |    |                     |                     |
|  | Sydafrika                  | 11                         |                     |    |                     |                     |
|  | Kazakstan                  | 10                         |                     |    |                     |                     |

#### Semifinaler om plats 13–16
|       | 11 februari 2024 | Sydafrika | 5 – 18                       | Brasilien          | Aspire Dome                                                      |                                                                  |
| 09:00 | 09:00            | Howard 2  | (4–5, 0–4, 0–3, 1–6) Rapport | Freitas, R. Real 4 | Doha Domare: Matan Schwartz (Israel) Giuliana Nicolosi (Italien) | Doha Domare: Matan Schwartz (Israel) Giuliana Nicolosi (Italien) |
| 09:00 | 09:00            |           |                              |                    | Doha Domare: Matan Schwartz (Israel) Giuliana Nicolosi (Italien) | Doha Domare: Matan Schwartz (Israel) Giuliana Nicolosi (Italien) |
| 09:00 | 09:00            |           |                              |                    | Doha Domare: Matan Schwartz (Israel) Giuliana Nicolosi (Italien) | Doha Domare: Matan Schwartz (Israel) Giuliana Nicolosi (Italien) |

|       | 11 februari 2024 | Japan   | 17 – 4                       | Kazakstan      | Aspire Dome                                                       |                                                                   |
| 10:30 | 10:30            | Inaba 3 | (3–2, 5–0, 5–2, 4–0) Rapport | fyra spelare 1 | Doha Domare: Natalia Markopoulou (Grekland) Jennifer McCall (USA) | Doha Domare: Natalia Markopoulou (Grekland) Jennifer McCall (USA) |
| 10:30 | 10:30            |         |                              |                | Doha Domare: Natalia Markopoulou (Grekland) Jennifer McCall (USA) | Doha Domare: Natalia Markopoulou (Grekland) Jennifer McCall (USA) |
| 10:30 | 10:30            |         |                              |                | Doha Domare: Natalia Markopoulou (Grekland) Jennifer McCall (USA) | Doha Domare: Natalia Markopoulou (Grekland) Jennifer McCall (USA) |

#### Match om 15:e plats
|       | 13 februari 2024 | Sydafrika   | 11 – 10                      | Kazakstan  | Aspire Dome                                                   |                                                               |
| 09:00 | 09:00            | Swanepoel 4 | (3–0, 4–3, 1–4, 3–3) Rapport | Akhmetov 3 | Doha Domare: David Couper (Nya Zeeland) Asumi Tsuzaki (Japan) | Doha Domare: David Couper (Nya Zeeland) Asumi Tsuzaki (Japan) |
| 09:00 | 09:00            |             |                              |            | Doha Domare: David Couper (Nya Zeeland) Asumi Tsuzaki (Japan) | Doha Domare: David Couper (Nya Zeeland) Asumi Tsuzaki (Japan) |
| 09:00 | 09:00            |             |                              |            | Doha Domare: David Couper (Nya Zeeland) Asumi Tsuzaki (Japan) | Doha Domare: David Couper (Nya Zeeland) Asumi Tsuzaki (Japan) |

#### Match om 13:e plats
|       | 13 februari 2024 | Brasilien | 11 – 22                      | Japan   | Aspire Dome                                             |                                                         |
| 10:30 | 10:30            | R. Real 3 | (4–6, 2–5, 3–5, 2–6) Rapport | Inaba 7 | Doha Domare: Zhang Liang (Kina) Nóra Debreceni (Ungern) | Doha Domare: Zhang Liang (Kina) Nóra Debreceni (Ungern) |
| 10:30 | 10:30            |           |                              |         | Doha Domare: Zhang Liang (Kina) Nóra Debreceni (Ungern) | Doha Domare: Zhang Liang (Kina) Nóra Debreceni (Ungern) |
| 10:30 | 10:30            |           |                              |         | Doha Domare: Zhang Liang (Kina) Nóra Debreceni (Ungern) | Doha Domare: Zhang Liang (Kina) Nóra Debreceni (Ungern) |

### 9:e–12:e plats
|  | Semifinaler om plats 9–12 | Semifinaler om plats 9–12 |                     |    | Match om 9:e plats | Match om 9:e plats |
|  |                           |                           |                     |    |                    |                    |
|  | 13 februari               |                           |                     |    |                    |                    |
|  |                           |                           |                     |    |                    |                    |
|  | Kina                      | 7                         |                     |    |                    |                    |
|  | Kina                      | 7                         | 15 februari         |    |                    |                    |
|  | Rumänien                  | 9                         |                     |    |                    |                    |
|  | Rumänien                  | 9                         | Rumänien            | 9  |                    |                    |
|  | 13 februari               |                           | Rumänien            | 9  |                    |                    |
|  |                           | USA                       | 13                  |    |                    |                    |
|  | Australien                | USA                       | 13                  | 10 |                    |                    |
|  | Australien                |                           |                     | 10 |                    |                    |
|  | USA                       | 16                        |                     |    |                    |                    |
|  | USA                       | 16                        | Match om 11:e plats |    |                    |                    |
|  |                           |                           |                     |    |                    |                    |
|  | 15 februari               |                           |                     |    |                    |                    |
|  |                           |                           |                     |    |                    |                    |
|  | Kina                      | 7                         |                     |    |                    |                    |
|  | Kina                      | 7                         |                     |    |                    |                    |
|  | Australien                | 17                        |                     |    |                    |                    |

#### Semifinaler om plats 9–12
|       | 13 februari 2024 | Kina                | 7 – 9                        | Rumänien    | Aspire Dome                                                   |                                                               |
| 12:00 | 12:00            | Chen Z., Zhang C. 3 | (2–1, 2–2, 1–4, 2–2) Rapport | Georgescu 3 | Doha Domare: György Kun (Ungern) Andreia Stanojević (Serbien) | Doha Domare: György Kun (Ungern) Andreia Stanojević (Serbien) |
| 12:00 | 12:00            |                     |                              |             | Doha Domare: György Kun (Ungern) Andreia Stanojević (Serbien) | Doha Domare: György Kun (Ungern) Andreia Stanojević (Serbien) |
| 12:00 | 12:00            |                     |                              |             | Doha Domare: György Kun (Ungern) Andreia Stanojević (Serbien) | Doha Domare: György Kun (Ungern) Andreia Stanojević (Serbien) |

|       | 13 februari 2024 | Australien  | 10 – 16                      | USA               | Aspire Dome                                                            |                                                                        |
| 13:30 | 13:30            | Pavillard 6 | (3–4, 4–5, 1–3, 2–4) Rapport | Bowen, Woodhead 3 | Doha Domare: Alessandro Severo (Italien) Stanko Ivanovski (Montenegro) | Doha Domare: Alessandro Severo (Italien) Stanko Ivanovski (Montenegro) |
| 13:30 | 13:30            |             |                              |                   | Doha Domare: Alessandro Severo (Italien) Stanko Ivanovski (Montenegro) | Doha Domare: Alessandro Severo (Italien) Stanko Ivanovski (Montenegro) |
| 13:30 | 13:30            |             |                              |                   | Doha Domare: Alessandro Severo (Italien) Stanko Ivanovski (Montenegro) | Doha Domare: Alessandro Severo (Italien) Stanko Ivanovski (Montenegro) |

#### Match om 11:e plats
|       | 15 februari 2024 | Kina      | 7 – 17                       | Australien           | Aspire Dome                                                         |                                                                     |
| 09:00 | 09:00            | Chen Z. 3 | (2–8, 0–4, 1–4, 4–1) Rapport | Maksimović, Mercep 4 | Doha Domare: Andreia Stanojević (Serbien) Hélène Painchaud (Kanada) | Doha Domare: Andreia Stanojević (Serbien) Hélène Painchaud (Kanada) |
| 09:00 | 09:00            |           |                              |                      | Doha Domare: Andreia Stanojević (Serbien) Hélène Painchaud (Kanada) | Doha Domare: Andreia Stanojević (Serbien) Hélène Painchaud (Kanada) |
| 09:00 | 09:00            |           |                              |                      | Doha Domare: Andreia Stanojević (Serbien) Hélène Painchaud (Kanada) | Doha Domare: Andreia Stanojević (Serbien) Hélène Painchaud (Kanada) |

#### Match om 9:e plats
|       | 15 februari 2024 | Rumänien    | 9 – 13                       | USA             | Aspire Dome                                                           |                                                                       |
| 10:30 | 10:30            | Georgescu 4 | (2–5, 2–2, 4–3, 1–3) Rapport | Bowen, Irving 3 | Doha Domare: Stanko Ivanovski (Montenegro) David Couper (Nya Zeeland) | Doha Domare: Stanko Ivanovski (Montenegro) David Couper (Nya Zeeland) |
| 10:30 | 10:30            |             |                              |                 | Doha Domare: Stanko Ivanovski (Montenegro) David Couper (Nya Zeeland) | Doha Domare: Stanko Ivanovski (Montenegro) David Couper (Nya Zeeland) |
| 10:30 | 10:30            |             |                              |                 | Doha Domare: Stanko Ivanovski (Montenegro) David Couper (Nya Zeeland) | Doha Domare: Stanko Ivanovski (Montenegro) David Couper (Nya Zeeland) |

### 5:e–8:e plats
|  | Semifinaler om plats 5–8 | Semifinaler om plats 5–8 |                    |    | Match om 5:e plats | Match om 5:e plats |
|  |                          |                          |                    |    |                    |                    |
|  | 15 februari              |                          |                    |    |                    |                    |
|  |                          |                          |                    |    |                    |                    |
|  | Montenegro               | 10 (3)                   |                    |    |                    |                    |
|  | Montenegro               | 10 (3)                   | 17 februari        |    |                    |                    |
|  | Grekland (Str.)          | 10 (4)                   |                    |    |                    |                    |
|  | Grekland (Str.)          | 10 (4)                   | Grekland           | 15 |                    |                    |
|  | 15 februari              |                          | Grekland           | 15 |                    |                    |
|  |                          | Serbien                  | 11                 |    |                    |                    |
|  | Serbien                  | Serbien                  | 11                 | 11 |                    |                    |
|  | Serbien                  |                          |                    | 11 |                    |                    |
|  | Ungern                   | 10                       |                    |    |                    |                    |
|  | Ungern                   | 10                       | Match om 7:e plats |    |                    |                    |
|  |                          |                          |                    |    |                    |                    |
|  | 17 februari              |                          |                    |    |                    |                    |
|  |                          |                          |                    |    |                    |                    |
|  | Montenegro               | 14 (2)                   |                    |    |                    |                    |
|  | Montenegro               | 14 (2)                   |                    |    |                    |                    |
|  | Ungern (Str.)            | 14 (4)                   |                    |    |                    |                    |

#### Semifinaler om plats 5–8
|       | 15 februari 2024 | Montenegro                 | 13 – 14                      | Grekland  | Aspire Dome                                                  |                                                              |
| 12:00 | 12:00            | Đ. Radović 3               | (2–2, 3–4, 1–2, 4–2) Rapport | Kakaris 3 | Doha Domare: Alessandro Severo (Italien) Xavi Buch (Spanien) | Doha Domare: Alessandro Severo (Italien) Xavi Buch (Spanien) |
| 12:00 | 12:00            |                            |                              |           | Doha Domare: Alessandro Severo (Italien) Xavi Buch (Spanien) | Doha Domare: Alessandro Severo (Italien) Xavi Buch (Spanien) |
| 12:00 | 12:00            | Straffsparksläggning 3 – 4 |                              |           | Doha Domare: Alessandro Severo (Italien) Xavi Buch (Spanien) | Doha Domare: Alessandro Severo (Italien) Xavi Buch (Spanien) |

|       | 15 februari 2024 | Serbien      | 11 – 10                      | Ungern    | Aspire Dome                                                         |                                                                     |
| 14:30 | 14:30            | S. Rašović 3 | (5–2, 2–5, 2–1, 2–2) Rapport | Zalánki 3 | Doha Domare: Andrei Franulovic (Kroatien) Darren Spiritosanto (USA) | Doha Domare: Andrei Franulovic (Kroatien) Darren Spiritosanto (USA) |
| 14:30 | 14:30            |              |                              |           | Doha Domare: Andrei Franulovic (Kroatien) Darren Spiritosanto (USA) | Doha Domare: Andrei Franulovic (Kroatien) Darren Spiritosanto (USA) |
| 14:30 | 14:30            |              |                              |           | Doha Domare: Andrei Franulovic (Kroatien) Darren Spiritosanto (USA) | Doha Domare: Andrei Franulovic (Kroatien) Darren Spiritosanto (USA) |

#### Match om 7:e plats
|       | 17 februari 2024 | Montenegro                 | 16 – 18                      | Ungern    | Aspire Dome                                                           |                                                                       |
| 10:00 | 10:00            | Vujović 4                  | (3–4, 3–2, 3–3, 5–5) Rapport | Zalánki 4 | Doha Domare: Alessandro Severo (Italien) Andreia Stanojević (Serbien) | Doha Domare: Alessandro Severo (Italien) Andreia Stanojević (Serbien) |
| 10:00 | 10:00            |                            |                              |           | Doha Domare: Alessandro Severo (Italien) Andreia Stanojević (Serbien) | Doha Domare: Alessandro Severo (Italien) Andreia Stanojević (Serbien) |
| 10:00 | 10:00            | Straffsparksläggning 2 – 4 |                              |           | Doha Domare: Alessandro Severo (Italien) Andreia Stanojević (Serbien) | Doha Domare: Alessandro Severo (Italien) Andreia Stanojević (Serbien) |

#### Match om 5:e plats
|       | 17 februari 2024 | Grekland               | 15 – 11                      | Serbien    | Aspire Dome                                                       |                                                                   |
| 16:00 | 16:00            | Gkiouvetsis, Kakaris 3 | (5–2, 3–3, 2–4, 5–2) Rapport | Drašović 3 | Doha Domare: Andrei Franulovic (Kroatien) Matan Schwartz (Israel) | Doha Domare: Andrei Franulovic (Kroatien) Matan Schwartz (Israel) |
| 16:00 | 16:00            |                        |                              |            | Doha Domare: Andrei Franulovic (Kroatien) Matan Schwartz (Israel) | Doha Domare: Andrei Franulovic (Kroatien) Matan Schwartz (Israel) |
| 16:00 | 16:00            |                        |                              |            | Doha Domare: Andrei Franulovic (Kroatien) Matan Schwartz (Israel) | Doha Domare: Andrei Franulovic (Kroatien) Matan Schwartz (Israel) |

## Slutställning
| Placering | Lag        |
| --------- | ---------- |
| 1         | Kroatien   |
| 2         | Italien    |
| 3         | Spanien    |
| 4         | Frankrike  |
| 5         | Grekland   |
| 6         | Serbien    |
| 7         | Ungern     |
| 8         | Montenegro |
| 9         | USA        |
| 10        | Rumänien   |
| 11        | Australien |
| 12        | Kina       |
| 13        | Japan      |
| 14        | Brasilien  |
| 15        | Sydafrika  |
| 16        | Kazakstan  |

|  | Kvalificerad till olympiska sommarspelen 2024 |

| Världsmästare 2024 · Kroatien · Tredje titeln |

## Statistik och priser

### Bästa målgörare
| Placering | Namn                 | Mål | Skott | %  |
| --------- | -------------------- | --- | ----- | -- |
| 1         | Thomas Vernoux       | 26  | 40    | 65 |
| 2         | Andrea Fondelli      | 20  | 32    | 63 |
| 3         | Francesco Di Fulvio  | 18  | 44    | 41 |
| 3         | Loren Fatović        | 18  | 36    | 50 |
| 3         | Gergő Zalánki        | 18  | 35    | 51 |
| 6         | Vlad-Luca Georgescu  | 17  | 40    | 43 |
| 7         | Álvaro Granados      | 16  | 34    | 47 |
| 8         | Alexandre Bouet      | 15  | 31    | 48 |
| 8         | Yusuke Inaba         | 15  | 31    | 48 |
| 8         | Jerko Marinić Kragić | 15  | 33    | 45 |

### Priser
Priserna meddelades den 17 februari 2024.
| All star-lag            | All star-lag         |
| ----------------------- | -------------------- |
| Målvakt                 | Marco Del Lungo      |
| Central anfallare       | Konstantinos Kakaris |
| Utespelare              | Francesco Di Fulvio  |
| Utespelare              | Álvaro Granados      |
| Utespelare              | Konstantin Charkov   |
| Utespelare              | Thomas Vernoux       |
| Utespelare              | Gergő Zalánki        |
| Övriga priser           |                      |
| Mest värdefulla spelare | Francesco Di Fulvio  |
| Bästa målvakt           | Marco Del Lungo      |